# Alsat-M
Alsat-M (mazedonisch Алсат-М) ist ein nationaler privater Fernsehsender in Nordmazedonien, der seit März 2006 auf Sendung ist. Der Hauptsitz befindet sich in der Hauptstadt Skopje. Er sendet hauptsächlich in albanischer Sprache, doch einige Sendungen – wie beispielsweise die Nachrichten – werden auch in mazedonischer Sprache gesendet. Die Website bietet hingegen ihre aktuellen Nachrichten durchwegs in beiden Sprachen an. Mit diesem Angebot ist Alsat-M der einzige private Fernsehsender im Land, der nicht ausschließlich in einer Sprache sendet.
Geschäftsführerin ist Bisera Jordanovska und Programmchef Muhamed Zeqiri.
Alsat-M ist aus dem internationalen Sender Alsat entstanden, der seit 2004 in Albanien, Kosovo und Nordmazedonien sendete. Später entwickelten sich daraus in Albanien der Privatsender Albanian Satellite Radio Television und in Nordmazedonien Alsat-M. Eigentümer des Senders ist seit der Gründung des Vorläufers Alsat die Veve Group, die von Vehbi Velija gegründet wurde und seit dessen Tod 2009 von seinem Sohn Ferik Velija geleitet wird. Die Veve Group ist vor allem in Albanien tätig.